# Immendingen
Immendingen é um município da Alemanha, no distrito de Tuttlingen, na região administrativa de Freiburg , estado de Baden-Württemberg.

## 
- Ludwig Roth von Schreckenstein (1789-1858),  ministro da guerra e general-de-cavalaria prussiano